# Stazione di Etchū-Miyazaki
La stazione di Etchū-Miyazaki (越中宮崎駅?, Etchū-Miyazaki-eki) è una fermata ferroviaria della cittadina di Asahi, nel distretto di Shimoniikawa della prefettura di Toyama, in Giappone. Si tratta della stazione più a est della prefettura di Toyama, e quindi della regione dello Hokuriku. La struttura è gestita dalla JR West e serve la linea principale Hokuriku.
A partire dal 2015 la gestione della stazione verrà ceduta dalla JR West alla società ferroviaria ferrovia Ainokaze Toyama a gestione territoriale, in concomitanza con l'apertura dell'estensione dello Hokuriku Shinkansen da Nagano a Kanazawa.

## Linee
JR West
■ Linea principale Hokuriku

## Struttura
La fermata è costituita da un marciapiede a isola con due binari passanti in superficie. Il fabbricato viaggiatori, contenente una piccola sala d'attesa e privo di biglietteria e distributore di biglietti, è su lato mare, e collegato alla banchina da una passerella.
| 1 | ■ Linea principale Hokuriku | per Itoigawa e Naoetsu |
| 2 | ■ Linea principale Hokuriku | per Toyama e Kanazawa  |

## Stazioni adiacenti
| 《                        | Servizio                  | 》                        |
| Linea principale Hokuriku | Linea principale Hokuriku | Linea principale Hokuriku |
| ------------------------- | ------------------------- | ------------------------- |
| Tomari                    | -                         | Ichiburi                  |